# Comisión Honoraria Pro Erradicación de la Vivienda Rural Insalubre
La Comisión Honoraria Pro Erradicación de la Vivienda Rural Insalubre (MEVIR) es una persona pública de derecho privado de Uruguay, creada por ley 13.640 del año 1967 a impulsos del Dr. Alberto Gallinal con el objetivo de erradicar la vivienda insalubre de la población rural.

## Características
La Comisión Honoraria Pro Erradicación de la Vivienda Rural Insalubre fue creada con el objetivo de administrar el Fondo para Erradicación de la Vivienda Rural Insalubre, el cual fue creado a su vez por la ley 13.640. Dicha comisión tiene sede en la ciudad de Montevideo y está integrada por once miembros que
designados por el Poder Ejecutivo entre personas de notoria versación en problemas sociales.
Desde sus comienzos MEVIR tiene como cometido la construcción de viviendas adecuadas que sustituyan aquellas insalubres existentes en el medio rural y aledaños de las poblaciones urbanas del interior. Posteriormente en 1994 incorpora además de la construcción, la refacción y ampliación para las viviendas rurales que se encuentran dispersas en el territorio. La forma de trabajo en todos los casos se realiza por esfuerzo propio, ayuda mutua o administración del beneficiario, existiendo siempre el apoyo, la supervisión y el control de MEVIR.
Por ley 18.676 del 13 de agosto de 2010 se designó a esta comisión con el nombre MEVIR – Doctor Alberto Gallinal Heber, en reconocimiento a su labor respecto a dicha comisión.

## Planes de viviendas
El primer programa de viviendas entregado por MEVIR fue construido en la localidad de José Enrique Rodó (departamento de Soriano), y fue inaugurado el 28 de mayo de 1971, habiéndose construido un total de 30 viviendas. 
Casi 45 años después de la creación de MEVIR, en 2012 con la inauguración de 36 viviendas en la localidad de Castellanos, se llegó a la vivienda Nº 25.000 del plan y a un total de 636 programas desarrollados.
En 2018 se llegaron a las 30.000 viviendas construidas.